# Prudence on Broadway
Prudence on Broadway is een Amerikaanse filmkomedie uit 1919 onder regie van Frank Borzage.

## Verhaal
Prudence groeit op in een gemeenschap van quakers in Pennsylvania. Ze wordt door haar vrome ouders naar een meisjeskostschool gestuurd en daar haalt ze voortdurend kattenkwaad uit. Later gaat ze op bezoek bij haar tante in New York en daar heeft ze meteen een hele schare aanbidders. Ze wordt verliefd op de rijke Grayson Mills, maar de getrouwde John Melbourne is ook geïnteresseerd in haar. Nadat hij Prudence 200 dollar leent om gokschulden te betalen, dwingt Melbourne haar om met hem mee te gaan naar een klein weghotelletje. Zij haalt echter een liefdesbrief van Melbourne aan een actrice tevoorschijn en dreigt ermee om die brief aan zijn vrouw te laten zien, als ze niet terug is om middernacht. Nadat Melbourne haar terug heeft gebracht, komt hij erachter dat ze blufte. Prudence verlooft zich ten slotte met Grayson.

## Rolverdeling
| Acteur           | Personage          |
| ---------------- | ------------------ |
| Olive Thomas     | Prudence           |
| Francis McDonald | Grayson Mills      |
| Harvey Clark     | John Melbourne     |
| J.P. Wild        | John Ogilvie       |
| Alberta Lee      | Mevrouw Ogilvie    |
| Lillian West     | Mevrouw Wentworth  |
| Edward Peil sr.  | Mijnheer Wentworth |
| Mary Warren      | Kitty              |
| Lillian Langdon  | Mevrouw Melbourne  |
| Claire McDowell  | Juffrouw Grayson   |